# Panhard & Levassor Type X29
Der Panhard & Levassor Type X29 ist ein Pkw-Modell. Panhard & Levassor stellte es während und nach dem Ersten Weltkrieg in Frankreich her.

## Beschreibung
Die Fahrzeuge haben einen ventillosen Schiebermotor nach einer Lizenz von Charles Yale Knight. Im Motorcode „SK4F“ steht das „K“ für Knight und die „4“ für die Anzahl der Zylinder.
Der Vierzylinder-Reihenmotor hat 105 mm Bohrung, 140 mm Hub und 4849 cm³ Hubraum. Er wurde auch 20 CV genannt. Die Leistung des Frontmotors wird über ein Vierganggetriebe und eine Kardanwelle an die Hinterachse übertragen.
Für alle Motoren dieser Größe zwischen 1919 und 1930 sind zwischen 75 PS und 95 PS Leistung angegeben.
Der Radstand beträgt maximal 354 cm,
wobei eine Quelle genau 347 cm angibt.
Einige Fahrzeuge wurden als Tourenwagen karossiert, andere als Limousine.
Die Produktion lief von Mai 1917 bis Januar 1922. In den einzelnen Kalenderjahren wurden 91, 0, 15, 414, 175 und 10 Fahrzeuge hergestellt. Zusammen sind das 705 Fahrzeuge, von denen 92 exportiert wurden.
Type X23 war das Vorgängermodell, Type X35 das Nachfolgemodell.